# Adolf Mariano
Adolf Mariano (ur. 16 czerwca 1910 w Josa; zm. 10 grudnia 1936 w Barcelonie) – hiszpański Błogosławiony Kościoła katolickiego.

## Życiorys
Pochodził z religijnej rodziny. W dniu 10 grudnia 1936 roku został zamordowany w czasie trwania wojny domowej w Hiszpanii. 28 października 2007 roku beatyfikował go papież Benedykt XVI w grupie 497 męczenników.